# 哈特霍夫站
哈特霍夫站（德語：U-Bahnhof Harthof）是一座慕尼黑地铁2号线位于米贝茨霍芬-哈特畔的一座车站。